# فینال لیگ قهرمانان اروپا ۲۰۰۴
فینال لیگ قهرمانان اروپا ۲۰۰۴، رقابت پایانی لیگ قهرمانان اروپا در فصل ۰۴–۲۰۰۳ میلادی است که میان دو تیم باشگاه فوتبال پورتو و باشگاه فوتبال موناکو در ورزشگاه فلتینس آرنا، گلزن‌کیرشن برگزار شده‌است.
این مسابقه که در تاریخ ۲۶ مه ۲۰۰۴ انجام شده‌است با نتیجه ۳ بر ۰ به سود تیم باشگاه فوتبال پورتو به پایان رسید.